# 武漢炒麵
武漢炒麵原料是用打了碱的黃麵條（做熱乾麵的那种面条），放入已烧热的油锅中翻炒，几分钟后放入少许时令蔬菜继续翻炒，一两分钟后即可装盘食用。放入面条之前先在油锅中炒一个鸡蛋会显著改善口味，另外加辣椒酱也会改善口味。
成品色泽金黄，外泛油光，能够最大限度的勾起人们的食欲，炒粉制作工序与炒面相同，只不过原料换成了武汉特有的宽条米粉。